# ماتي جونز
ماتي جونز (بالإنجليزية: Matty Jones)‏ (30 نوفمبر 1995 بسويندون في المملكة المتحدة - ) هو لاعب كرة قدم بريطاني في مركز الدفاع. لعب مع سويندون تاون ونادي فارنبوروه وتشبنهام تاون وWantage Town F.C. ‏ وSwindon Supermarine F.C. ‏.

## وصلات خارجية
- ماتي جونز على موقع Soccerbase.com (لاعب) (الإنجليزية)